# Blijdenstein (Utrecht)
Blijdenstein, ook wel onder meer Bleyesteijn, De Toelast of Het houten been genoemd, is een stadskasteel in de Nederlandse stad Utrecht.
Dit grote stenen weerbare huis aan de Oudegracht 156 is destijds gebouwd ter hoogte van de handelswijk Stathe, mogelijk in de 13e eeuw. De eerste vermelding dateert uit 1366. Gaandeweg de geschiedenis is het huis verbouwd, de voorgevel is daarbij gewijzigd. Voorname families woonden in Blijdenstein, het fungeerde ook als herberg (De Toelast). In 1587 kocht Catharina van Leemput, dochter van Trijn van Leemput, samen met haar man Blijdenstein. Tsaar Peter de Grote logeerde in 1697 een paar dagen in het pand. Op 14 december 1743 werd het pand met huysinge met een mergen warmoesiersland gekocht door Jan Spruit van De Roomsche Catholyken Aalmoesierskamer. Na diens overlijden in 1824 door de familie verkocht  In 1824 kocht de manufacturenhandelaar Sinkel het pand en in de jaren erna naastgelegen panden zoals het oude St. Barbara- en St. Laurensgasthuis. Na grootschalige sloop kreeg Blijdenstein vervolgens de huidige Winkel van Sinkel als naburig bouwwerk.
Na in gebruik te zijn geweest als tapijtwinkel begonnen in 1909 twee exploitanten de bioscoop Flora in Blijdenstein en verbouwden het pand. In 1950 wordt de bioscoop hernoemd naar Camera. In 1959 werd deze uitgebreid met het naburige pand (Oudegracht 154) waarin bioscoop Studio werd gevestigd. Wolff Bioscopen exploiteerde beide bioscopen. In 2015 sloten ze. Na een grondige verbouwing krijgen beide voormalige bioscooppanden een winkelfunctie op de begane grond.